# James MacMillan
Sir James MacMillan (Kilwinning, 16 luglio 1959) è un compositore e direttore d'orchestra scozzese.

## Biografia
Nato a Kilwinning, nel North Ayrshire, nel 1959, fino dal 1977 vive nella città di Cumnock, nell'East Ayrshire. Ha studiato composizione presso l'Università di Edimburgo con Rita McAllister, e presso la Durham University con John Casken, ottenendo un dottorato di ricerca nel 1987. È stato docente presso la Victoria University di Manchester tra il 1986 e il 1988.
Dopo aver terminato gli studi, MacMillan è tornato in Scozia come compositore associato presso la Scottish Chamber Orchestra.
MacMillan aveva raggiunto la notorietà con la prima esecuzione orchestrale del suo lavoro The Confession of Isobel Gowdie nel 1990 da parte della BBC Scottish Symphony Orchestra ad un festival di musica classica. In seguito ha ottenuto diverse importanti commissioni come compositore. Veni, Veni, Emmanuel, concerto per percussioni e una delle sue opere più eseguite, ha debuttato nel 1992.

## Opere
Compositore di fama internazionale, la sua fede cattolica lo ha portato a diventare punto di riferimento nel campo della musica sacra contemporanea. Ha composto, tra l'altro, vari brani per la visita di papa Benedetto XVI in Gran Bretagna, avvenuta nel settembre 2010.
Tra le sue composizioni più importanti si segnalano:
- After the Tryst (per violino e pianoforte, 1988)
- The Confession of Isobel Gowdie (per orchestra, 1990)
- The Berserking (concerto per pianoforte, 1990)
- Veni, Veni, Emmanuel (concerto per percussioni, 1992)
- Seven Last Words from the Cross (cantata per coro e orchestra, 1993)
- Inés de Castro (opera su libretto di John Clifford, 1991-1995)
- Britannia! (per orchestra, 1994)
- Christus Vincit (per coro a otto voci e solisti 1994)
- The World's Ransoming (per corno inglese e orchestra, 1997)
- Concerto per violoncello (1997)
- Vigil (sinfonia, 1997)
- Quickening (per soloi, choro e orchestra, 1998)
- Messa (per coro e organo, 2000)
- Sonata per violoncello N.2, dedicata a Julian Lloyd Webber
- The Birds of Rhiannon (per coro e orchestra, su testi di Michael Symmons Roberts, 2001)
- O Bone Jesu (per coro a otto voci e solisti, 2001)
- Concerto per pianoforte N. 2 (2003)
- A Scotch Bestiary (per organo e orchestra, 2004)
- Sundogs (2006)
- The Sacrifice (2007)
- Passione secondo Giovanni (2008)
- Concerto per violino (2010)
- Concerto per oboe (2010)
- Clemency (2011)
- Woman of the Apocalypse (2012)